# Gare de Roisin-Autreppe
La gare de Roisin-Autreppe est une ancienne gare ferroviaire de la ligne 98A, de Dour à Roisin-Autreppe se trouvant entre les villages de Roisin et Autreppe, sur le territoire de la commune belge de Honnelles, en Région wallonne dans la province de Hainaut.

## Situation ferroviaire
Établie à 71 m d'altitude, la gare de Roisin-Autreppe se trouvait au point kilométrique (PK) 10,4 de la ligne 98 de Dour à Roisin-Autreppe, entre le point d'arrêt et d'Angreau et la frontière entre la Belgique et la France, elle servait de gare frontalière, étant prolongée par la ligne d'Escaudœuvres (Cambrai) à Gussignies.

## Histoire
La réalisation d'un chemin de fer de Dour à la frontière française en direction de Bavay et Cambrai est envisagée en complément des chemins de fer de Dour à Quiévrain (ligne concédée en 1866) et de la ligne de Wasmes à Dour. Lorsqu'un accord est passé entre les Bassins houillers du Hainaut et les Chemins de fer de l’État belge est passé en 1870, aucune de ces lignes n'est construite et le gouvernement donne pleinement son accord à la construction de la ligne de Dour à la frontière, qui était alors concédée à titre éventuel. Il faudra attendre le 15 juin 1872 pour que le Gouvernement français concède à son tour une ligne de Cambrai à la frontière belge.
La ligne de Mons à Wasmes, Dour et Quiévrain est inaugurée par phases entre 1871 et 1873. En 1877-78, la Belgique et la France passent un accord relatif au point de franchissement de la frontière, dictant le tracé des lignes de Dour et Cambrai. Roisin-Autreppe doit accueillir une gare frontalière en territoire belge dotée de bâtiments pour le contrôle des passeports et des marchandises. Les dimensions réduites de la gare de Gussignies, premier arrêt de l'autre côté de la frontière, suggère que les formalités sur le sol français étaient effectuées en Gare de Bavay[réf. souhaitée].
L’Administration des chemins de fer de l’État belge met en service la section d'Auderngies à Roisin-Autreppe le 12 juin 1882, ouvrant ainsi la ligne dans sa totalité. Il faut attendre en 1892 pour qu'elle soit connectée au réseau français de la Compagnie des chemins de fer du Nord.
Avant 1914, le trafic voyageurs consiste en quatre trains légers reliant Dour à Bavay. Après la guerre, Roisin-Autreppe devient le terminus de ces trains de voyageurs ; des passagers devant prendre un train français pour poursuivre leur trajet.
Face à la menace d'une seconde guerre mondiale, l’État français ferme la ligne entre Roisin-Autreppe et Gussignies  le 1er septembre 1939. Les rails ne seront jamais reposés. Une plaque tournante est installée à Roisin-Autreppe pour les locomotives.
La SNCB supprime les trains de voyageurs sur la ligne 98A le 29 mai 1960 et celui des marchandises le 11 mai 1961. La voie est démantelée en 1969.
Les bâtiments de la gare qui tombaient à l'abandon sont rachetés par un particulier dans les années 1990. Une importante rénovation a lieu dans les années 2010-2020 créant deux habitations dans l'ancienne gare ainsi que quatre terrains à bâtir.

## Patrimoine ferroviaire
Le bâtiment des recettes, la halle aux marchandises, une maison de garde-barrière et l'ancien hôtel de la gare sont présents sur le site.